# Liste der Naturdenkmale in Dockweiler
Die Liste der Naturdenkmale in Dockweiler nennt die im Gemeindegebiet von Dockweiler ausgewiesenen Naturdenkmale (Stand 4. Juni 2024).

## Naturdenkmale
| Nr.         | Bezeichnung                    | Lage                                               | Beschreibung                                                           | Bild                                    |
| ----------- | ------------------------------ | -------------------------------------------------- | ---------------------------------------------------------------------- | --------------------------------------- |
| ND-7233-059 | Blockfeld                      | südwestlich des Ortes; Abteilung Der Felswald Lage | Lavablockfeld; flächenhaftes Naturdenkmal, ca. 5 ha                    | Direkt Bild zu diesem Denkmal hochladen |
| ND-7233-095 | Zwei Kastanien und zwei Linden | Pfarrer-Hubert-Schmitz-Straße, bei Nr. 5 Lage      | Aesculus hippocastanum und Tilia sp., je zwei Bäume, um 1800 gepflanzt | Fotos hochladen                         |

## Ehemalige Naturdenkmale
| Nr. | Bezeichnung | Lage                              | Beschreibung                                                 | Bild                                    |
| --- | ----------- | --------------------------------- | ------------------------------------------------------------ | --------------------------------------- |
|     | Trauerbuche | Dauner Straße, hinter Nr. 20 Lage | Fagus sylvatica f. pendula; Rechtsverordnung 2002 aufgehoben | Direkt Bild zu diesem Denkmal hochladen |